# Laura Flores
Laura Flores (née Laura Aurora Flores Heras le 23 août 1963 à Reynosa au Mexique) est une actrice et chanteuse mexicaine.

## Carrière
En 2009, elle est invitée à participer à la nouvelle version de la telenovela Corazón salvaje où elle interprète la mère de Juan del Diablo.
En novembre 2013 elle annonce aller à Telemundo après 30 ans de collaboration avec Televisa.

## Filmographie

### Telenovelas
- 1980 : El combate :  Mariana
- 1983 : El derecho de nacer : Amelia Montero
- 1982 : En busca del Paraíso :  Yolanda
- 1984 : Tú eres mi destino :  Rosa Martha
- 1984 : Los años felices  :  María †
- 1985 : Los años pasan :   María †
- 1986 : Ave fénix :  Paulina
- 1990 : Mi pequeña Soledad :  Dulce María
- 1993 : Clarisa :  Elide González León
- 1994 : El amor tiene cara de mujer :  Victoria
- 1994 : El vuelo del águila :  L'impératrice Charlotte du Mexique
- 1996 : Marisol :  Sandra Lujan
- 1997 : El alma no tiene color :  Guadalupe Roldán
- 1998 : Gotita de amor :  María Fernanda De Santiago
- 1999 : Yo soy Betty, la fea : Ella Misma
- 1999 : Cuento de navidad :  Mère Angel La señora bonita
- 1999-2000 : Tres mujeres :  Sandra María Aguirre De la Parra
- 2000 : Siempre te amaré : Victoria Castellanos/Amparo Rivas
- 2000-2001 : Carita de ángel : Ella Misma
- 2002 : Cómplices al rescate : Rocío Cantú
- 2005 : Piel de otoño : Lucía Villarreal de Mendoza
- 2006-2007 : Mundo de fieras : Regina de Martínez-Guerra
- 2007 : Destilando amor : Priscilla Yurente
- 2009-2009 : Al diablo con los guapos : Luciana Arango de Belmonte
- 2008-2009 : En nombre del amor : Camila Ríos
- 2009 : Corazón salvaje : María del Rosario Montes de Oca
- 2010 : Llena de amor : Ernestina "Netty" Pavón
- 2011 : Una familia con suerte : Yuyú Arteaga
- 2012 : Un refugio para el amor : Roselena Fuentes Gil de Torreslanda
- 2014 : En otra piel : Mónica Serrano †
- 2014 : Reina de corazones  : Sara Smith
- 2015-2016 : ¿Quién es quién? :  Inés Gonzàlez
- 2016 : Señora Acero  : Edelmira Rigores
- 2017 : La fan : Paloma
- 2018 : Mi familia perfecta : Irma Solís

### Films
- 1993 : Los Temerarios
- 1990 : Comando marino
- 1984 : Siempre en Domingo